# 게이테쓰 겐소
게이테쓰 겐소(일본어: 景轍玄蘇 1537년 ~ 1611년 11월 26일)는 아즈치모모야마 시대부터 에도 시대 초기에 살았던 임제종(臨済宗)의 승려이다. 아버지는 가와즈 다카나리(河津隆業)이고, 이름은 게이테쓰(景轍), 호는 센소(仙巣: せんそう)이다. 지쿠젠 국(筑前国)출신이며 한국에서는 보통 겐소(玄蘇)라는 이름으로 더 잘 알려져 있다.

## 생애
에이로쿠 연간(1558년 ~ 1570년)에 하카타 쇼후쿠지(聖福寺)의 주지가 되어, 교토 도후쿠지(東福寺)의 주지로 지내다가 덴쇼 8년(1580년) 쓰시마 국(対馬国)의 소 요시시게(宗義調)의 초대에 의해 쓰시마 섬으로 건너갔다. 암자 이테이안(以酊庵)을 창건 해 그곳에 기거했으며, 일본국 왕사(王使)로서 조선과의 외교를 담당했다. 분로쿠 원년(1592년) 임진왜란이 일어나자 당시 제1군이었던 고니시 유키나가(小西行長)의 휘하에서 참모의 신분으로 종군하였다. 이후에는, 도요토미 히데요시(豊臣秀吉)의 명령으로 조선과 화해의 교섭에 임했다. 분로쿠 4년(1595년) 히데요시의 명령으로 명(明)에 건너갔고, 이 무렵 만력제(萬曆帝)로부터 본광국사(本光國師)라는 호를 받았다. 에도 막부가 들어선 후, 게이초 14년(1609년)에 기유약조(己酉条約)를 성립시키는 등, 조선 외교관련 직무를 담당했다.

## 관련 작품

### 드라마
- 《임진왜란》(MBC, 1985년~1986년, 배우:박인환)
- 《왕의 여자》 (SBS, 2003년~2004년, 배우:박귀순)
- 《불멸의 이순신》 (KBS1, 2004년~2005년, 배우:이경영)
- 《징비록》(KBS, 2015년 ~ 2015년, 배우:박유승)